# San Pablo (Paraguay)
San Pablo è un centro abitato del Paraguay, situato nel dipartimento di San Pedro; la località forma uno dei 19 distretti del dipartimento.

## Popolazione
Al censimento del 2002 San Pablo contava una popolazione urbana di 620 abitanti (3.645 nell'intero distretto).

## Caratteristiche
Elevata al rango di distretto il 24 dicembre 1979, la località ha come principali attività l'agricoltura e, in misura minore, l'allevamento.